# Colman's

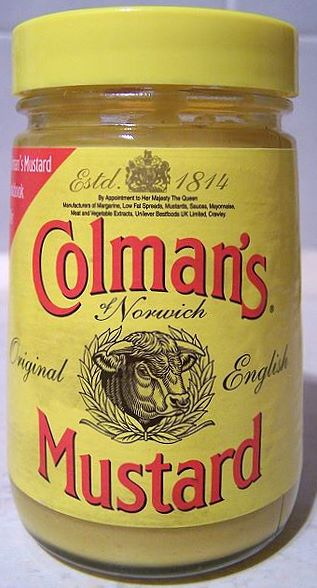
Vasetto di senape Colman's

Colman's è produttore britannico di senape e di varie altre salse, con sede Carrow, vicino Norwich, Norfolk. Fondata nel 1814 da Jeremiah Colman, dopo una serie di acquisizioni fa attualmente parte del gruppo Unilever, che continua ad utilizzare il marchio Colman's per una vasta varietà di senapi.
In Italia è distribuita dalla Natys di Lainate (Milano).